# Datiscaceae
Famille
Répartition géographique
Les Datiscacées (Datiscaceae Dumort., 1829) sont une famille de plantes dicotylédones qui fait partie en classification phylogénétique de l'ordre des Cucurbitales, et ne comporte qu'un seul genre et deux espèces : l'une d'Amérique du Nord et l'autre, le « Chanvre de Crète », que l'on peut rencontrer à l'état sauvage notamment en Crète, d'où elle tire son nom commun, et jusqu'au centre de l'Asie. Cette espèce est également cultivée comme plante à usage ornemental ou tinctorial.

## Étymologie
Le nom vient du genre type Datisca, nom déjà mentionné par Dioscoride (~20 - ~40 apr. J.-C.), dans « De Materia Medica », comme « ancien nom du catanance » (actuelle Asteraceae).
Il pourrait dériver du grec ancien δατεσσαι / datessai, guérir, et εξισώ / exiso, assimiler, en référence aux propriétés médicinales de la plante.
Une autre hypothèse est le mot grec ancien δατέομαι / datéomai, diviser, en raison des feuilles de la plante profondément découpées.
Linné s’inspira probablement du nom de Dioscoride quand il nomma le genre en 1753.

## Classification
Cette famille a été décrite en 1829 par le naturaliste belge Barthélemy Dumortier (1797-1878).
En classification classique de Cronquist (1981) elle fait partie de l'ordre des Violales et comprend 4 espèces réparties dans 3 genres.
Dans les classifications phylogénétiques APG (1998), APG II (2003), APG III (2009) et  APGIV (2016), elle est assignée à l'ordre des Cucurbitales et n’est constituée que d'un seul genre, Datisca, lequel comprend 2 espèces ; les deux autres genres (Octomeles et Tetrameles) étant assignés à la famille des Tétramélacées .

## Description

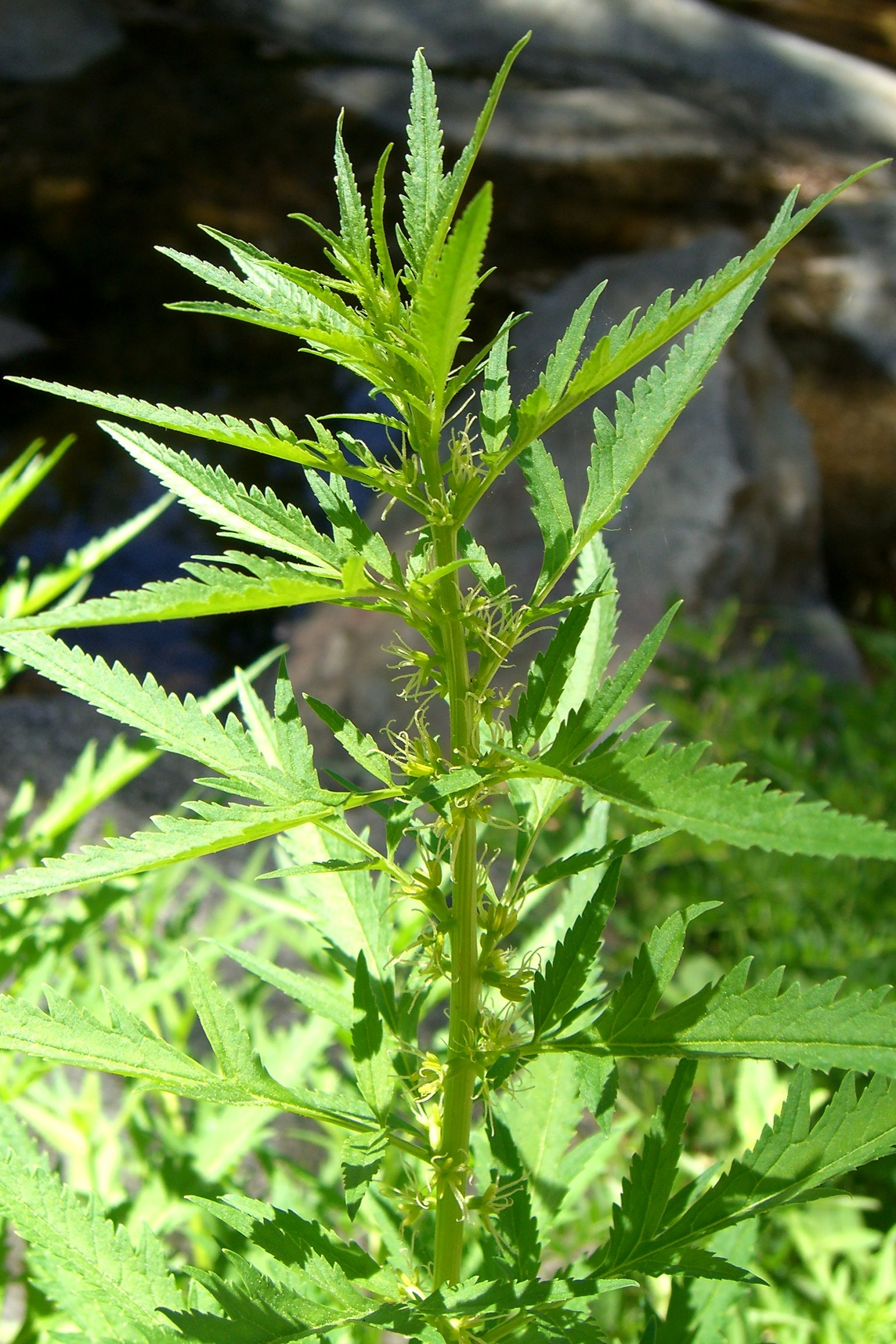
Datisca glomerata

Les Dasticacées au sens actuel sont des plantes herbacées élancées, à feuilles alternes et pennées :
- Datisca glomerata (en) est originaire  des zones sèches du sud-ouest de l'Amérique du Nord.
- Datisca cannabina (en) est originaire des régions allant du Proche-Orient à l'Asie centrale. Son aspect rappelle celui du chanvre. Autrefois, une teinture jaune, utilisée pour la soie, était produite à partir de ses racines, tiges et feuilles[6].

Les Datisca sont des plantes actinorhiziennes, capables de fixer l'azote en symbiose avec l'actinobactérie du genre Frankia. Les souches de Frankia associées avec les Datiscaceae sont considérées comme des symbiotes obligatoires.

### Liste des genres et espèces
Selon GRIN (8 novembre 2018), Catalogue of Life (8 novembre 2018) et ITIS (8 novembre 2018) :
- Datisca (en)
  - Datisca cannabina (en) L.
  - Datisca glomerata (en) (C. Presl) Baill.

Selon Tropicos (8 novembre 2018) (Attention liste brute contenant possiblement des synonymes) :
- Anictoclea Nimmo
- Cannabina Mill.
- Datisca L.
- Tricerastes C. Presl